# QQ爱墙
QQ爱墙是由腾讯公司建立的虚拟墙。QQ用户在QQ爱墙上可以用贴字条的方式抒发爱意、思念、歉意、祝福等情感。
在QQ爱墙上所贴的字条会被永久保留，并且有机会在QQ上显示出来。

## 访问方式
QQ用户可通过电脑、手机短信和WAP方式访问QQ爱墙。

## 起源
爱墙的起源是法国巴黎市北蒙马特高地半山腰上的一个街头小公园里的一面写有280种语言的“我爱你”的黑蓝色的墙。

## 现状
QQ爱墙已于2011年11月1日正式下线。